# Пересвет-Солтан, Пётр Игнатьевич
Пётр Игнатьевич Пересвет-Солтан (1866 — 1941) — помещик, депутат Государственной думы I созыва от Витебской губернии.

## Биография
По национальности белорус. Католик. Родился в дворянской семье Гомельского уезда. Отец — Игнатий Петрович Пересвет-Солтан (около 1835—до 1891), мать — Текля урождённая Лешкевич (Leszkiewicz) (1845?—1891). Окончил гимназию. После окончания физико-математического факультета Московского университета, поселился в своём имении, где начал заниматься сельским хозяйством. Владел в Полоцком уезде Витебской губернии 700 десятинами земли. Имел крупную мукомольную мельницу. Был земским гласным Витебского губернского земства. Принимал участие в деятельности местных общественных учреждений. В момент избрания в Думу был внепартийным, но по политическим взглядам был близок к конституционно-демократической партии.
26 марта 1906 избран в Государственную думу I созыва от общего состава выборщиков Витебского губернского избирательного собрания. Принадлежал к парламентской фракции Союза автономистов, входил в группу Западных окраин.
Служил нотариусом, судьёй. Жил в Гродно и Белостоке.
Детально дальнейшая судьба неизвестна.

## Семья
- Сестра — Амалия[4](Мелания[3])
- Сестра — Текля[4] (Клотильда)[3] (1860—октябрь 1941), умерла в Ленинградскую блокаду[5]
- Брат — Сигизмунд[4] (Зигмунт)[3],  женат на Софье Алексеевне (урождённой ?), надворный советник, служащий Петроградской конторы Государственного банка[6].
- Брат — Игнатий (1869—ноябрь 1941), женат на Ядвиге Янковской[3], в 1917 году коллежский асессор, служащий Департамента земледелия[6], умер в Ленинградскую блокаду[5].
- Первая жена —  Ядвига урождённая Василевская[3]
  - Сын — Пётр (30.12.1896, Гомель — май 1940, Катынь), банковский служащий, лейтенант, узник Козельского лагеря[3], погиб в Катыни[a]
  - Сын — Юзеф[3]
  - Сын — Оттон[3]
  - Сын — Роман[3]
- Вторая жена — Вера ??[3]
  - Сын — Ольгерд (Olgierd)[3]

## Комментарии
1. ↑  Пётр не единственный потомок депутата 1-й Государственной Думы, погибший в Катыне. Такую же судьбу разделил Хенрик Здановский младший, сын депутата Г. И. Здановского. А полковник Константин Друцкий-Любецкий, сын депутата от Минской губернии князя Иеронима Друцкого-Любецкого, был растрелян тогда же под Киевом.